# 葉紹本
葉紹本，字仁甫，号筠潭，浙江歸安縣（今屬湖州市）人。清朝政治人物。

## 生平
葉紹本於嘉慶六年（1801年）中式辛酉恩科二甲進士。選庶吉士，散館授翰林院編修。嘉慶十一年（1806年）出督福建学政。历官山西布政使，降鸿胪寺卿。嘉庆十九年六月初五，由大理寺少卿调任廣西布政使。嘉庆二十二年九月十二（1817年10月22日），升任广西巡抚。嘉庆二十三年十月初二（1818年10月31日），解任。道光四年九月初七，由江苏按察使调任廣西按察使。道光七年七月初九（1827年8月30日），升任山西布政使。著有《白鹤山房诗钞》。